# Budos

Budos este o comună în departamentul Gironde din sud-vestul Franței. În 2009 avea o populație de 706 de locuitori.

## Evoluția populației
| An        | 1975 | 1982 | 1990 | 1999 | 2006 | 2009 |
| --------- | ---- | ---- | ---- | ---- | ---- | ---- |
| Populație | 491  | 548  | 666  | 629  | 676  | 706  |